# Очеретянка саїпанська
Очеретянка саїпанська (Acrocephalus hiwae) — вид співочих птахів з родини очеретянкових (Acrocephalidae).

## Поширення
Ендемік Північних Маріанських островів. Поширений на двох островах: Сайпан та Аламаган. Мешкає у заболочених місцях, заростях і узліссях. У 2009 році на Сайпані було зареєстровано приблизно 2700 екземплярів, а в 2010 році на Аламагані було зареєстровано 950 екземплярів.

## Опис
Птах завдовжки приблизно 17 см, сірувато-оливково-коричневий зверху з блідо-жовтою нижньою стороною. Самиця трохи менша за самця. Обидві статі мають довгий дзьоб порівняно з іншими видами очеретянки.